# Monango (Dakota del Norte)
Monango es una ciudad ubicada en el condado de Dickey en el estado estadounidense de Dakota del Norte. En el censo de 2010 tenía una población de 36 habitantes y una densidad poblacional de 37,57 personas por km².

## Geografía
Monango se encuentra ubicada en las coordenadas 46°10′24″N 98°35′43″O / 46.17333, -98.59528. Según la Oficina del Censo de los Estados Unidos, Monango tiene una superficie total de 0,96 km², de la cual 0,96 km² corresponden a tierra firme y (0%) 0 km² es agua.

## Demografía
Según el censo de 2010, había 36 personas residiendo en Monango. La densidad de población era de 37,57 hab./km². De los 36 habitantes, Monango estaba compuesto por el 86,11% blancos, el 0% eran afroamericanos, el 0% eran amerindios, el 0% eran asiáticos, el 0% eran isleños del Pacífico, el 0% eran de otras razas y el 13,89% pertenecían a dos o más razas. Del total de la población el 0% eran hispanos o latinos de cualquier raza.